# Rock Island (Illinois)
Rock Island – miasto w Stanach Zjednoczonych, w stanie Illinois, w hrabstwie Rock Island, u zbiegu rzek Missisipi i Rock River. W 2006 roku miasto zajmowało powierzchnię 44,3 km² i było zamieszkane przez 38 442 osób.
W Rock Island rozwinął się przemysł maszynowy, środków transportu oraz chemiczny.